# Ист Банк (Западна Вирџинија)
Ист Банк (енгл. East Bank) град је у америчкој савезној држави Западна Вирџинија.

## Демографија
По попису из 2010. године број становника је 959, што је 26 (2,8%) становника више него 2000. године.
| Група             | 2000.       | 2010.       |
| Белци             | 921 (98,7%) | 938 (97,8%) |
| Афроамериканци    | 9 (1,0%)    | 7 (0,7%)    |
| Азијати           | 1 (0,1%)    | 1 (0,1%)    |
| Хиспаноамериканци | 1 (0,1%)    | 3 (0,3%)    |
| Укупно            | 933         | 959         |